# Josep Montserrat i Torrents
Josep Montserrat Torrents (Barcelona, 1932) és mestre, filòsof, coptista i historiador. La seva formació es va desenvolupar a Barcelona, Roma, Münster, París i Benarés. Activista a la premsa catalana en ocasió del Concili Vaticà II (1962–1965), fou censurat als diaris des de 1966 fins a 1977. Mestre des de 1954, el govern franquista li va denegar el “certificat de bona conducta política” el 1968, raó per la qual no va poder exercir des d'aleshores aquesta professió. Doctorat en teologia a la Pontifícia Universitat Gregoriana de Roma el 1968 i en filosofía a la Universitat de Barcelona el 1977. Des de 1976 ha estat professor de filosofía a la Universitat Autònoma de Barcelona, on va esdevenir catedràtic el 1996 i catedràtic emèrit el 2002. Fou coautor del Manifest de Bellaterra 1975 i Secretari del III Congrés Universitari Català, l'abril de 1978. Ha estat professor invitat a la Universitat Catòlica de Chile, a la Venice International University i Directeur d'Études Invité a l'École Pratique des Hautes Études. És fundador de l'Escola d'Egiptologia del Museu Egipci de Barcelona.

## Obres

### Publicacions
- Matrimoni, divorci, separació: noves perspectives. Edicions 62, Barcelona, 1969. 221 pàgines. Traducció al castellà: Matrimonio, divorcio, separación: nuevas perspectivas.Editorial Península, Barcelona, 1970. 230 pàgines.
- The Abandoned Spouse. Bruce, Milwaukee, 1970. 210 pàgines.
- Estudios sobre Metodio de Olimpo. Eset, Vitoria, 1970. 84 pàgines.
- Les eleccions episcopals en la història de l'Església. Editorial Pòrtic, Barcelona, 1972. 257 págs. Traducció al castellà: Las elecciones episcopales en la historia de la Iglesia. Editorial Pòrtic, Barcelona, 1972. 288 pàgines.
- Los gnósticos. Gredos, Madrid, 1983. 287 (vol. I) y 422 (vol. II) pàgines. Reedició 2002.
- Las transformaciones del platonismo. Publicacions de la Universitat Autònoma de Barcelona, 1987. 112 pàgines.
- La sinagoga cristiana. El gran conflicto religioso del siglo I. Muchnik, Barcelona, 1989. 349 pàgines. Reedición: Trotta, Madrid, 2005.
- El desafío cristiano. Las razones del perseguidor. Anaya y Mario Muchnik, Madrid, 1992. 271 pàgines.
- Platón. De la perplejidad al sistema. Editorial Ariel, Barcelona, 1995. 202 pàgines.
- El barquer dels déus (novel·la). Publicacions de la Universitat Autònoma de Barcelona, 2005.
- El evangelio de Judas. EDAF, Madrid, 2006.
- Jesús, el galileo armado. Historia laica de Jesús. Edaf, Madrid, 2007. Traducció al portuguès: Jesus, o galileu armado, A Esfera do Caos, Lisboa, 2009.
- El maniqueísmo amb F. Bermejo. Textos y fuentes. Trotta. Madrid, 2008.
- El silencio de Tácito (novela). Ediciones B, Barcelona, 2010. Ediciones B, México, 2010.
- ¿Quién mató a Jesús? La patraña del pueblo deicida. Dstoria edicions. Sabadell, 2014

### Traduccions i edicions de textos
- Filó d'Alexandria. La Creació del Món i altres escrits. Laia (Textos Filosòfics), Barcelona, 1983. 195 pàgines.
- Epictet: Enquiridió. Marc Aureli: Reflexions. Joan Leita, traductor; J. Montserrat, introducció i notes. Textos Filosòfics, Laia (Textos Filosòfics), Barcelona, 1983. 195 pàgines.
- Plató. Parmènides, Teetet. Joan Leita, traductor; J. Montserrat, introducció i notes. Textos Filosòfics, Laia (Textos Filosòfics), Barcelona, 1990. 263 pàgines.
- Hans Jonas, La religión gnóstica, Siruela, 2000. Prólogo de J. Montserrat Torrents.
- I. Introducción general. Exposición sobre el alma. Apócrifo de Juan. Allógenes. La hipóstasis de los arcontes. Sobre el origen del mundo. Asclepio. Enseñanxa autorizada. Platón, La República. En Antonio Piñero, José Montserrat, Francisco García Bazán, Textos gnósticos. Biblioteca de Nag Hammadi I: Tratados filosóficos y cosmológicos, Trotta, Madrid, 1997; 2º ed. 2000.
- Evangelio de María. En Antonio Piñero, José Montserrat, Francisco García Bazán, Textos gnósticos. Biblioteca de Nag Hammadi II; Evangelios, hechos, cartas. Trotta, Madrid, 2000.
- Apocalipsis de Pablo. Segundo apocalipsis de Santiago. El Pensamiento de Nuestro Gran poder. Melquisedec. Testimonio de la verdad. La interpretación del conocimiento. Antonio Piñero, José Montserrat, Francisco García Bazán, Textos gnósticos. Biblioteca de Nag Hammadi III: Apocalipsis y otros escritos. Trotta, Madrid, 2001. Edición portuguesa de los tres volúmenes: Esquilo, Lisboa, 2005.
- Plotí. Ennèades (Antologia). Traducció de Carles Garriga. Edicions 62 (Textos Filosòfics), 2006.

### Articles científics
- Edició de les Actes del III Congrés Universitari Català. Edicions 62. Barcelona, 1980.
- El universo masculino de los naasenos, Faventia 2/1, 7-13, 1980.
- El platonismo de la doctrina valentiniana de las tres hipóstasis, Enrahonar 1, 17-31, 1981.
- Filó d'Alexandria. De la saviesa a la contemplació, Enrahonar 7/8, 103- 107, 1984
- El Timeo : de la política a la ciencia a través de la imaginación, Enrahonar 12, 31-40, 1985.
- La cosmogonie du Timée et les premiers chapitres de la Génèse. Quelques lectures juives et gnostiques. Archivio di Filosofia 53, 287-298. 1985.
- Sociologia i metafísica de la gnosi, Enrahonar 13, 43-56, 1986.
- Origenismo i gnosis: los "perfectos" de Metodio de Olimpo. Augustinianum 26, 89-101. 1986.
- La constitució harmònica de l'Anima del Món en el Timeu de Plató, Butlletí de la Societat Catalana de Ciències Exactes, 57-65, 1988.
- Orígenes. El Diálogo que no pudo ser. Philosophia pacis. Homenaje a Raimundo Pannikar, Símbolo Editorial, Barcelona, 409-424, 1989.
- La racionalidad matemática del universo en el Timeo. II Quinzena de Filosofia de la Ciència, pàgines 15¬–27. Publicacions de la Universitat Autònoma de Barcelona, 1988.
- Some epistemological notes on Greek cosmology, a MEYERSTEIN, W. (ed.) Foundations of Big Bang Cosmology, pàgines 5–8. World Scientific, Singapur, 1989.
- Presència d'Egipte a la cultura hellenística. Egipte i Grècia, pàgines 165-178. Fundació Caixa de Pensions, Barcelona, 1989.
- Orígenes. El diálogo que no pudo ser. Philosophia Pacis. Homenaje a Raimon Panikkar, ed. por M. Siguán, pàgines 409-424. Símbolo Editorial, 1991.
- Les Pérates. Pleroma (Homenaje a Antonio Orbe), pàgines 229-242. Santiago de Compostela, 1990.
- Los fundamentos filosóficos de las gnosis occidentales. La gnosis o el conocimiento de lo oculto, pàgines 39-52. Universidad Complutense de Madrid, 1990.
- Evangelis gnòstics. Apòcrifs del Nou Testament, edic. por A. Puig, pàgines 67-178. Edicions Proa, Barcelona, 1990.
- Apunts sobre l'essència grega de la modernitat. Enrahonar 17, pàgines 63-67, 1991.
- L'essència del cristianisme. Enrahonar 18, pàgines 61-69, 1992.
- El diálogo de las culturas. Heterodoxia 18, pàgines 115-121, 1992.
- El marco religioso del cristianismo primitivo (II). Reflexiones y perspectivas. Orígenes del cristianismo, ed. por A. Piñero, pàgines 67-80. El Almendro, Córdoba, 1992.
- Coautor amb Daniel Quesada, El factor de invención en las teorías cosmológicas. Enrahonar 20, pàgines 99-105, 1993.
- Los evangelios gnósticos. Fuentes del cristianismo. Tradiciones primitivas sobre Jesús, Ed. A. Piñero, pàgines 455-475. El Almendro, Córdoba, 1993.
- L'aparença del sentit. El problema de la realitat, ed. X. Antich, pàgines 88-91. Barcelona, 1995.
- Hipàtia, matemàtica i doblement gentil. Quaderns. Observatori de la Comunicació Científica 1, pàgines 50-52, 1995.
- Sociologie et métaphysique de la gnose. Heresis 23, pàgines 57-73, 1995.
- La gnosis. Enciclopedia Iberoamericana de Filosofia. Vol. 14: Historia de la filosofía Antigua, pàgines 363-384, Madrid, Trotta, 1997.
- Rationale, reale, apparens. Enrahonar. Número Extraordinari. Segundo Congreso Internacional de Ontología, pàgines 333-338. Universitat Autònoma de Barcelona, 1999.
- Plató, entre la veritat i el mite. La mitologia. II Curs de Pensament i Cultura Clàssica". Universitat de les Illes Balears, 69-76, 1999.
- Methodius of Olympus, Symposium III 4-8: An Interpretation. Studia Patristica XIII. Proceedings of the VI International Conference On Patristic Studies, Oxford, 1971, ed. por E. Livingstone, pàgines 239-243, Akademie Verlag, Berlin 1975.
- La notice d'Hippolyte sur les Naassènes. Studia Patristica XVII, Proceedings of the VIII International Conference On Patristic Studies, Oxford, 1979 ed. por E. Livingstone, pags. 231-242. Pergamon Press, Oxford, 1983.
- La philosophie du Livre de Baruch de Justin. Studia Patristica XVIII, Proceedings of the IX International Conference On Patristic Studies, Oxford, 1983 ed. por E. Livingstone, pàgines 253-261. Cistercian Press, Kalamazoo y Oxford, 1985.
- Plato's Philosophy of Science and Trinitarian Theology. Studia Patristica XX, Proceedings of the X International Conferenece on Patristic Studies, Oxford, 1987, ed. por E. Livingstone, págs. 102-118. Peeters, Lovaina, 1989.
- La notice d'Hippolyte sur les Séthiens. Studia Patristica XXIV, Proceedings of the XI International Conferenece on Patristic Studies, Oxford, 1991, ed. por E. Livingstone, pàgines 390-398. Peeters, Lovaina, 1993.
- The Social and Cultural Setting of the Nag Hammadi Library. Studia Patristica, Proceedings of the XII International Conferenece on Patristic Studies, Oxford, 1995, ed. por E. Livingstone, Peeters, Lovaina, 1997.
- Un'omelia copta della Biblioteca Marciana. Miscellanea Marciana XVII, pàgines 97-117, 2002.
- Le débordement (pors) des ténèbres corporelles sur la lumière corporelle selon Mani. Études coptes IX. (Cahiers de la Bibliothèque copte 14) París, pàgines 305-309, 2006.
- L'ascension de l'âme dans l'Évangile de Judas (45,24 - 47,1), Apocrypha 20, 229-237, (2009).
- Jésus, Judas et les justes, Catorzième journée d'études coptes, Lovaina, 2011.

### Col·laboracions en premsa i ràdio
- Radio Nacional de España, 1955–1963
- TVE Miramar, 1958–1962
- Gaceta Ilustrada
- La Vanguardia
- La Croix (París)
- Tele/Exprés, 1965–1966
- Destino, 1977
- Diari de Barcelona, 1977–1978
- El observador